# Postville (Terranova e Labrador)
Postville è una città Inuit nel nord del Labrador, in Canada. Aveva una popolazione di 188 abitanti nel 2021.  Si trova a circa 40 chilometri all'interno della baia di Kaipokok, a 180 chilometri da Happy Valley-Goose Bay . L'aeroporto di Postville si trova nelle vicinanze.
Postville è inaccessibile su strada e può essere raggiunta solo in aereo (tramite l'aeroporto di Postville) o tramite il servizio di traghetti che opera tra Nain e Happy Valley-Goose Bay durante il periodo senza ghiacci da giugno a novembre.
Vicino a Postville si trovano depositi di uranio.

## Storia
Nel XVIII secolo, il mercante franco-canadese Louis Fornel sbarcò vicino all'attuale sito di Rigolet, rivendicandola come terra francese nel 1743. A quel punto i franco-canadesi crearono basi commerciali nella baia di Kaipokok.
Gli inglesi presero il controllo della costa del Labrador nel 1763 dopo la Guerra dei Sette Anni . Per questo motivo, molti pescatori e balenieri europei cominciarono a stabilirsi sulla costa del Labrador.
Intorno al 1784, Pierre Marcoux e Louis Marchand riaprirono la vecchia base commerciale di Kaipokok. Nel 1795, i moraviani di Hopedale videro che Pierre Marcoux e l'ex compagno di George Cartwright Collingham erano i primi europei a stabilirsi nella baia di Kaipokok.
Per competere con i moraviani, la Compagnia della Baia di Hudson creò una base commerciale costiera nella baia di Kaipokok nel 1837, che operò fino al 1880.
Il paese era inizialmente conosciuto come The Post (in italiano: la base) poiché la base commerciale della Compagnia della Baia di Hudson era situata in quella zona. Le famiglie Inuit commerciavano in autunno, inverno e primavera prima di tornare negli accampamenti costieri in estate. Il villaggio fu ribattezzato Postville negli anni '40 dal pastore pentecostale William Gillet, che contribuì alla comunità costruendo una scuola e una chiesa. Negli anni '40 era principalmente una residenza invernale per i coloni che in estate erano sparsi su tutta la costa. Nel 1949, Gillet aprì un negozio a Postville e costruì una segheria a Shanty Brook, dall'altra parte della baia (che bruciò nel 1957). Da allora la popolazione cominciò gradualmente a concentrarsi a Postville. Nel 1961 la popolazione era di 84 abitanti. L'insediamento permanente venne ulteriormente favorito dall'apertura di un cantiere navale nel 1974. Anche se il cantiere chiuse alcuni anni dopo, una nuova segheria venne aperta nel 1990.
Un terremoto di magnitudo 4.3 è stato misurato nel Labrador il 5 febbraio 2020, con epicentro a circa 18 chilometri a est di Postville. È stato il terremoto più forte verificatosi sulla costa del Labrador negli ultimi 40 anni.

## Dati demografici
Nel censimento canadese della popolazione del 2021 condotto da Statistics Canada, Postville aveva una popolazione di 188 abitanti che vivevano in 75 delle sue 83 abitazioni private totali. Con una superficie di 2.39 km2, aveva una densità di popolazione di 78,7/km2  nel 2021.